# Южный Васиор
Южный Васиор (индон. Wasior Selatan) — район Индонезии, находящийся на востоке округа Телук-Воднама, расположенного в провинции Западное Папуа. Административным центром этого округа является Расиеи. Кроме того Расиеи является столицей всего округа Телук-Воднама.